# Braunsapis facialis
Braunsapis facialis is een vliesvleugelig insect uit de familie bijen en hommels (Apidae). De wetenschappelijke naam van de soort is voor het eerst geldig gepubliceerd in 1857 door Gerstäcker.
De diersoort komt voor in Zimbabwe.